# Nokia E72

Nokia E72 este un smartphone realizat de compania Nokia. Face parte din Seria E (Enterprises). Rulează sistemul de operare Symbian OS 9.3 și este construit pe platforma Series 60.
Este echipat cu un procesor ARM 11 tactat la 600 MHz, memoria internă de 250 MB, 128 MB RAM și 512 MB ROM.
Are o cameră de 5 megapixeli, Wi-Fi 802.11 b/g, Bluetooth 2.0, un conector micro-USB 2.0 și un slot de card de memorie microSD.

## Design
În partea stângă se află portul micro-USB și slotul pentru cardul de memorie microSD. Ambele au capace de protecție pentru a preveni pătrunderea prafului.
În dreapta găsim rocker-ul de volum și butonul pentru comenzi vocale. 
În partea de sus este mufa audio de 3.5 mm și butonul de pornire/oprire. Butonul de pornire/oprire se poate folosi pentru schimbarea profilelor și pentru blocarea dispozitivului.
În partea de jos al smartphone-ului se află mufa de încărcare și locașul pentru șnur.
În partea din spate E72 are un capac din oțel inoxidabil cu niste mici șanțuri care au rolul de a preveni apariția amprentelor. 
Tot în spate este camera foto de 5 megapixeli, blițul LED, oglinda pentru autoportrete și difuzorul. Lentilele camerei nu sunt protejate împotriva zgârieturilor. 

## Multimedia
E72 are o cameră de 5 megapixeli cu rezoluția maximă de 2592 x 1944 pixeli cu focalizare automată și bliț LED.
Înregistrarea video este VGA cu rezoluția de 640 x 480 pixeli și 15 cadre pe secundă. Camera frontală este VGA cu rezoluția de 640 x 480 pixeli. 
Radioul FM este stereo cu RDS și aplicația Visual Radio permite ascultarea posturilor online dacă există o conexiune internet.
Player-ul de muzică recunoaște formatele MP3/WMA/WAV/RA/AAC/M4A. Player-ul video este Real Player suportă formatele WMV/RV/MP4/3GP.
Are o mufă audio de 3.5 mm.

## Conectivitate
Nokia E72 suportă Mail for Exchange, POP3, IMAP4, Lotus Note Traveller și ActiveSync.
Browser-ul WEB suportă WAP 2.0/xHTML, HTML și Adobe Flash Lite.
Dispozitivul are integrat GPS cu suport A-GPS și aplicația de navigare Nokia Maps 3.
E72 oferă quadband GSM ,HSDPA ,HSUPA. Are  de asemenea, WiFi b/g cu suport cu UPnP și Bluetooth 2.0 cu EDR, conectorul micro-USB suportă PictBridge. 
Cu ajutorul Nokia VPN client se poate conecta la intranet și aplicația VoIP permite apeluri prin Internet.

## Caracteristici
- Ecran TFT de 2.4 inchi cu rezoluția de 320 x 240 pixeli
- Procesor ARM 11 tactat la 600 MHz
- Slot card microSD până la 16 GB
- Camera foto de 5 megapixeli cu focalizare automată și bliț LED
- Camera frontală VGA
- Bluetooth 2.0 cu A2DP
- Mufă micro-USB 2.0
- Sistem de operare Symbian OS 9.3, S60 v3.2 UI
- Wi-Fi 802.11 b/g, Nokia VoIP 3.0
- Accelerometru, Busolă
- GPS cu suport A-GPS și aplicația Nokia Maps 3.0
- Radio FM cu RDS și aplicația Visual Radio
- Browserul suportă WAP 2.0/xHTML, HTML și Adobe Flash Lite[9]
- PTT (Push to Talk)